# Marco Campomenosi
Marco Campomenosi (nascido em 2 de setembro de 1975 em Génova) é um político italiano eleito membro do Parlamento Europeu em 2019.